# James Maudsley Rawcliffe
James Maudesley Rawcliffe, britanski general, * 1896, † 1965.